# Вільгельміна (Міссурі)
36°30′53″ пн. ш. 90°10′57″ зх. д. / 36.51472° пн. ш. 90.18250° зх. д.
Вільгельміна — некорпорована громада в окрузі Данкін, штат Міссурі, США.

## Історія
Поштове відділення під назвою Вільгельміна було засноване в 1911 році і працювало до 1957 року. Громада була названа на честь Вільгельміни Нідерландської (1880—1962), королеви Нідерландів з 1890 по 1948 рік.